# Sander Westerveld
Sander Westerveld, född 23 oktober 1974 i Enschede, Nederländerna, är en nederländsk före detta fotbollsmålvakt.

## Karriär
Sander Westerveld inledde sin proffskarriär 1994 i FC Twente. Han gick sedan vidare till Vitesse innan han värvades till Liverpool 1999. Han blev i kamp med David James förstemålvakt men fick under sina två säsonger i klubben utstå hård kritik från bland annat media. Han hamnade till sist på avbytarbänken efter ett fatalt misstag i en ligamatch mot Bolton Wanderers 2001. Liverpool värvade senare Jerzy Dudek och Chris Kirkland vilket gjorde att Westerveld fick lämna klubben. Detta trots att Liverpool tidigare under året med Westerveld mellan stolparna lyckats vinna FA-cupen, Ligacupen och Uefacupen.
Westerveld värvades sedan till Real Sociedad i La Liga där han var med och förde klubben till en andraplats i ligan säsongen 2002/2003. Därefter blev det även spel i Champions League. Mellan 2004 och 2006 spelade Westerweld bara ett fåtal matcher i bland annat Everton, Portsmouth och Mallorca. Han spelade även i Sparta Rotterdam, Monza och Ajax Cape Town. Westerweld har representerat Nederländerna vid några tillfällen och han fanns med i landslagstrupperna till EM 2000 och EM 2004.